# Martok tábornok
Martok tábornok a Star Trek sorozatban a klingon haderők parancsnoka, később a birodalom kancellárja. John Garman "J. G." Hertzler alakítja.

## Áttekintés
A domínium egy évre elrabolta és egy elcseréltet állított a helyére. Worf segítségével kiszabadult. Pár hónap pihenés után visszatért és újra átvette a parancsnokságot. Martok a domíniumi háborúnak köszönhetően híresebb lett, mint maga Gowron főkancellár és ez a kancellárt erősen zavarta. Ezért átvette a klingon erők irányítását, majd Martokot olyan csatákba küldte, ahol semmi esélye nem volt. Worf (Mog fia, a Martok ház tagja, miután Martok befogadta) többször is megemlítette aggályait Gowron irigységéről, de Martok hű maradt a Klingon Birodalomhoz és a kancellárhoz. Mikor Worf hangot adott aggályainak, Gowron kihívta Worfot, aki megölte őt, és Martoknak adta a kancellári címet, miután Gowron megölésével az rászállt. Martok kancellár sikeresen győzelemre vitte a klingon erőket a domínium ellen a föderációs és romulán erők segítségével.

## Alternatíva
A Star Trek Online játék történetvezetése szerint Martokot kihívja és rituális harcban megöli J'mpok, s így ő lesz az új kancellár, majd szinte első döntésként hadat üzen a Föderációnak, ez a fejlemény azonban nem része a hivatalos idővonalnak.